# Super!
Super! è un canale televisivo tematico italiano edito da Paramount Global Italia.

## Storia
Il canale ha iniziato le sue trasmissioni ufficiali il 1º settembre 2010 con il nome DeA Super!.
Dal 18 marzo 2012 il canale diventa Super!, con speaker ufficiale il doppiatore Renato Novara. Dallo stesso giorno la rete è presente anche in chiaro sul digitale terrestre al canale 47, sostituendo SwitchTV, canale provvisorio avviato il 20 dicembre 2011 con programmazione in loop di repliche di cartoni animati degli anni '80 e '90.
Dal 6 luglio 2014 al 7 giugno 2021 il canale ha avuto una mascotte: una stella chiamata Marino, nome scelto dopo un sondaggio sul sito del canale, che compariva durante gli spot.
Dal 14 settembre 2015 il canale passa al formato panoramico italiano 16:9 e cambia logo, grafica e palinsesto, che diventa bidimensionale e con una nuova tonalità di colori.
Il 14 settembre 2017 il gruppo americano Viacom annunciò una joint venture del 50% sulla proprietà del canale, fino al 18 ottobre 2019, quando passa completamente in mano di ViacomCBS Italia. Tuttavia la collaborazione tra i due editori prosegue attraverso un accordo pluriennale di fornitura di contenuti originali De Agostini. Inoltre, da quel giorno, il sito ufficiale del canale è stato nuovamente rinnovato e viene resa disponibile la diretta streaming.
Il 7 giugno 2021 il canale rinnova logo, grafica e palinsesto. Il 16 giugno 2023 viene mandato in onda per la prima volta Super! News (è stato un telegiornale per ragazzi prodotto dalla Star Dust) che è andato in onda ogni venerdì alle 19:50 fino al 24 novembre seguente, giorno in cui è stato cancellato per bassi ascolti.
Dal 19 giugno al 27 ottobre 2023, ogni pomeriggio dalle 14:10 alle 22:00 è andato in onda su VH1 Super! Live, un contenitore con i migliori programmi del canale principale.
Il 21 ottobre 2024 il logo in sovraimpressione viene ricolorato.
Il 7 giugno 2025, a soli 4 anni dall'ultima volta, Super! rinnova logo, grafiche e palinsesto.

## Diffusione
Dal 2010 al 2012 il canale è stato disponibile unicamente sul numero 625 della piattaforma televisiva Sky Italia.
Dal 18 marzo 2012 il canale è presente anche in chiaro sul digitale terrestre in Italia al canale 47 (sostituendo SwitchTV), mentre su Sky Italia diventa canale free to view.
Dal 25 luglio 2017 il canale satellitare è visibile anche con smartcard Tivùsat e nel giorno successivo è stato posizionato alla LCN 47.
Il 4 marzo 2021 viene aggiunta la versione in MPEG-4 sul satellite, mentre dall'11 marzo è visibile ai canali 625 di Sky e 47 di Tivùsat (di conseguenza la vecchia versione viene spostata all'LCN 147 provvisoriamente fino al 1º luglio, quando questa versione viene eliminata anche su quest'ultima piattaforma).
Il 22 novembre 2021 sul digitale terrestre, il canale è passato al formato MPEG-4 nel mux TIMB 3, mentre nel mux TIMB 1 è diventato provvisorio e senza LCN fino al 28 febbraio 2022 seguente.

## Palinsesto

### Serie animate in prima visione
- A casa dei Loud
- Angelina ballerina
- Angry Birds Toons
- Barnyard - Ritorno al cortile
- Blaze e le mega macchine
- Blake sotto assedio!
- Bubble Guppies - Un tuffo nel blu e impari di più
- Bunsen è una Bestia
- CatDog
- Detective Conan[19] (stagioni 11-15)
- Egyxos
- Fanboy & Chum Chum
- Flash & Dash
- Harvey Beaks
- Hover Champs - Spin & Go
- Home - Le avventure di Tip e Oh
- I Casagrande
- I Croods - Le origini
- Kaeloo
- La guerriera e il troll
- La Banda dei Super Cattivi
- Le avventure del gatto con gli stivali
- Le avventure di Kid Danger
- Lego City Adventures
- LoliRock
- Miraculous - Le storie di Ladybug e Chat Noir
- Ozzy & Drix
- Rabbids: Invasion
- Rusty Rivets
- Sanjay and Craig
- Secret Ranch[20] (stagione 1)
- Sonic Prime
- Spirit: Avventure in libertà
- SpongeBob SquarePants
- Streghe per amore
- Tartarughe Ninja
- The Amazing Spiez! (stagione 2)
- Totally Spies (stagioni 5, 6)
- Turbo FAST
- Tutti pazzi per Re Julien
- Vai Diego
- Zak Storm
- Z-Girls

### Serie TV in prima visione
- Anastasia Love Dance
- Anubis
- Cavaliere per caso
- Di4ri
- Dream High
- Freestyle - Tutta un'altra stanza!
- Game Shakers
- Hunter Street
- I Am Franky
- iCarly
- I Thunderman
- Identikids
- Julie - Il segreto della musica
- Kally's Mashup
- Love Divina
- Make It Pop
- New School
- Nicky, Ricky, Dicky & Dawn
- Sam & Cat
- Talent High School - Il sogno di Sofia

### Programmi in prima visione
- Camilla Store

## Versioni

### Canali web "Super!" a tema
| Nome                      | Data apertura    | Data chiusura   | Streaming |
| Nome                      | Data apertura    | Data chiusura   | Pluto TV  |
| ------------------------- | ---------------- | --------------- | --------- |
| Super! SpongeBob          | 28 ottobre 2021  |                 | Si        |
| Super! Eroi               | 28 ottobre 2021  | 20 gennaio 2023 | Si        |
| Super! iCarly             | 28 ottobre 2021  |                 | Si        |
| Super! Pop                | 28 ottobre 2021  |                 | Si        |
| Super! Star               | 28 ottobre 2021  |                 | Si        |
| Super! Xmas               | 15 novembre 2021 | 7 gennaio 2022  | Si        |
| Super! Brothers & Sisters | 10 gennaio 2022  |                 | Si        |
| Super! Mystery            | 7 febbraio 2022  |                 | Si        |
| Super! Cupido             | 8 febbraio 2022  |                 | Si        |
| Super! Papà               | 7 marzo 2022     |                 | Si        |
| Super! Surprise           | 4 aprile 2022    |                 | Si        |
| Super! Spaziale           | 4 aprile 2022    |                 | Si        |
| Super! Mamma              | 2 maggio 2022    |                 | Si        |
| Super! Summer             | 6 giugno 2022    |                 | Si        |
| Super! Film               | 4 luglio 2022    |                 | Si        |
| Super! Gaming             | 22 agosto 2022   |                 | Si        |
| Super! Intervallo         | 2 settembre 2022 |                 | Si        |
| Super! Halloween          | 7 ottobre 2022   |                 | Si        |
| Super! Rugrats            | 11 novembre 2022 |                 | Si        |
| Super! Natale             | 2 dicembre 2022  | 7 gennaio 2023  | Si        |
| Super! A Casa dei Loud    | 8 dicembre 2022  |                 | Si        |
| Super! Danger & Thunder   | 6 gennaio 2023   |                 | Si        |

## Ascolti

### Share mensile di Super!
Dati Auditel relativi al giorno medio mensile sul target individui 4+.
| Anno | Gen   | Feb   | Mar   | Apr   | Mag   | Giu   | Lug   | Ago   | Set   | Ott   | Nov   | Dic   | Media anno |
| ---- | ----- | ----- | ----- | ----- | ----- | ----- | ----- | ----- | ----- | ----- | ----- | ----- | ---------- |
| 2012 | -     | -     | 0,80% | 0,50% | 0,28% | 0,54% | 0,54% | 0,50% | 0,42% | 0,42% | 0,36% | 0,39% | 0,47%      |
| 2013 | 0,45% | 0,50% | 0,53% | 0,51% | 0,53% | 0,67% | 0,73% | 0,66% | 0,51% | 0,45% | 0,38% | 0,43% | 0,52%      |
| 2014 | 0,41% | 0,45% | 0,46% | 0,49% | 0,60% | 0,88% | 1,06% | 0,99% | 0,95% | 0,65% | 0,64% | 0,65% | 0,68%      |
| 2015 | 0,59% | 0,59% | 0,61% | 0,61% | 0,57% | 0,84% | 0,85% | 0,88% | 0,71% | 0,54% | 0,53% | 0,64% | 0,66%      |
| 2016 | 0,62% | 0,68% | 0,64% | 0,69% | 0,68% | 0,83% | 0,88% | 0,89% | 0,67% | 0,56% | 0,60% | 0,66% | 0,69%      |
| 2017 | 0,60% | 0,65% | 0,68% | 0,68% | 0,60% | 0,88% | 1,04% | 0,97% | 0,79% | 0,64% | 0,63% | 0,75% | 0,74%      |
| 2018 | 0,68% | 0,63% | 0,63% | 0,61% | 0,56% | 0,78% | 0,89% | 0,82% | 0,81% | 0,56% | 0,56% | 0,59% | 0,67%      |
| 2019 | 0,55% | 0,58% | 0,57% | 0,55% | 0,49% | 0,43% | 0,45% | 0,48% | 0,72% | 0,50% | 0,54% | 0,52% | 0,53%      |
| 2020 | 0,47% | 0,53% | 0,59% | 0,60% | 0,78% | 0,85% | 0,92% | 0,75% | 0,67% | 0,55% | 0,43% | 0,43% | 0,63%      |
| 2021 | 0,41% | 0,47% | 0,48% | 0,45% | 0,48% | 0,62% | 0,64% | 0,58% | 0,54% | 0,45% | 0,43% | 0,42% | 0,49%      |
| 2022 | 0,34% | 0,32% | 0,34% | 0,38% | 0,36% | 0,51% | 0,61% | 0,62% | 0,47% | 0,38% | 0,38% | 0,42% | 0,37%      |
| 2023 | 0,38% | 0,32% | 0,34% | 0,38% | 0,33% | 0,46% | 0,47% | 0,41% | 0,43% | 0,37% | 0,32% | 0,30% | 0,37%      |
| 2024 | 0,32% | 0,27% | 0,36% | 0,33% | 0,25% | 0,34% | 0,41% | 0,38% | 0,29% | 0,25% | 0,25% | 0,26% | 0,31%      |
| 2025 | 0,24% | 0,23% | 0,22% | 0,26% | 0,23% | 0,31% |       |       |       |       |       |       |            |

## Loghi

1º settembre 2010 - 18 marzo 2012
18 marzo 2012 - 14 settembre 2015
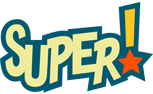
14 settembre 2015 - 7 giugno 2021
7 giugno 2021 - 7 giugno 2025
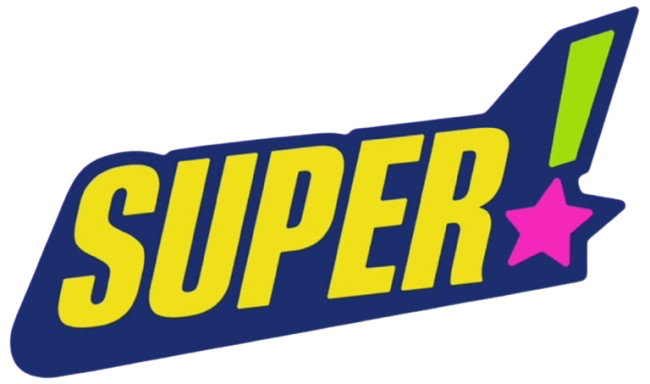
In uso dal 7 giugno 2025